# Liste der Naturdenkmale in Thalfang
Die Liste der Naturdenkmale in Thalfang nennt die im Gemeindegebiet von Thalfang ausgewiesenen Naturdenkmale (Stand 18. März 2024).

## Naturdenkmale
| Nr.         | Bezeichnung    | Lage                                                    | Beschreibung                                      | Bild                                    |
| ----------- | -------------- | ------------------------------------------------------- | ------------------------------------------------- | --------------------------------------- |
| ND-7231-473 | Krempertsbruch | Bäsch, östlich des Ortes; Abteilung Krempertsbruch Lage | Quellmoor; flächenhaftes Naturdenkmal, ca. 8,2 ha | Direkt Bild zu diesem Denkmal hochladen |
| ND-7231-474 | Eiche          | Bäsch, östlich des Ortes beim Forsthaus Deuselbach Lage | Quercus sp.                                       | Direkt Bild zu diesem Denkmal hochladen |

## Ehemalige Naturdenkmale
| Nr. | Bezeichnung | Lage                                       | Beschreibung                             | Bild                                    |
| --- | ----------- | ------------------------------------------ | ---------------------------------------- | --------------------------------------- |
|     | Kaisereiche | Bäsch, östlich des Ortes an der L 164 Lage | Quercus sp.; Rechtsverordnung aufgehoben | Direkt Bild zu diesem Denkmal hochladen |